# Korakou

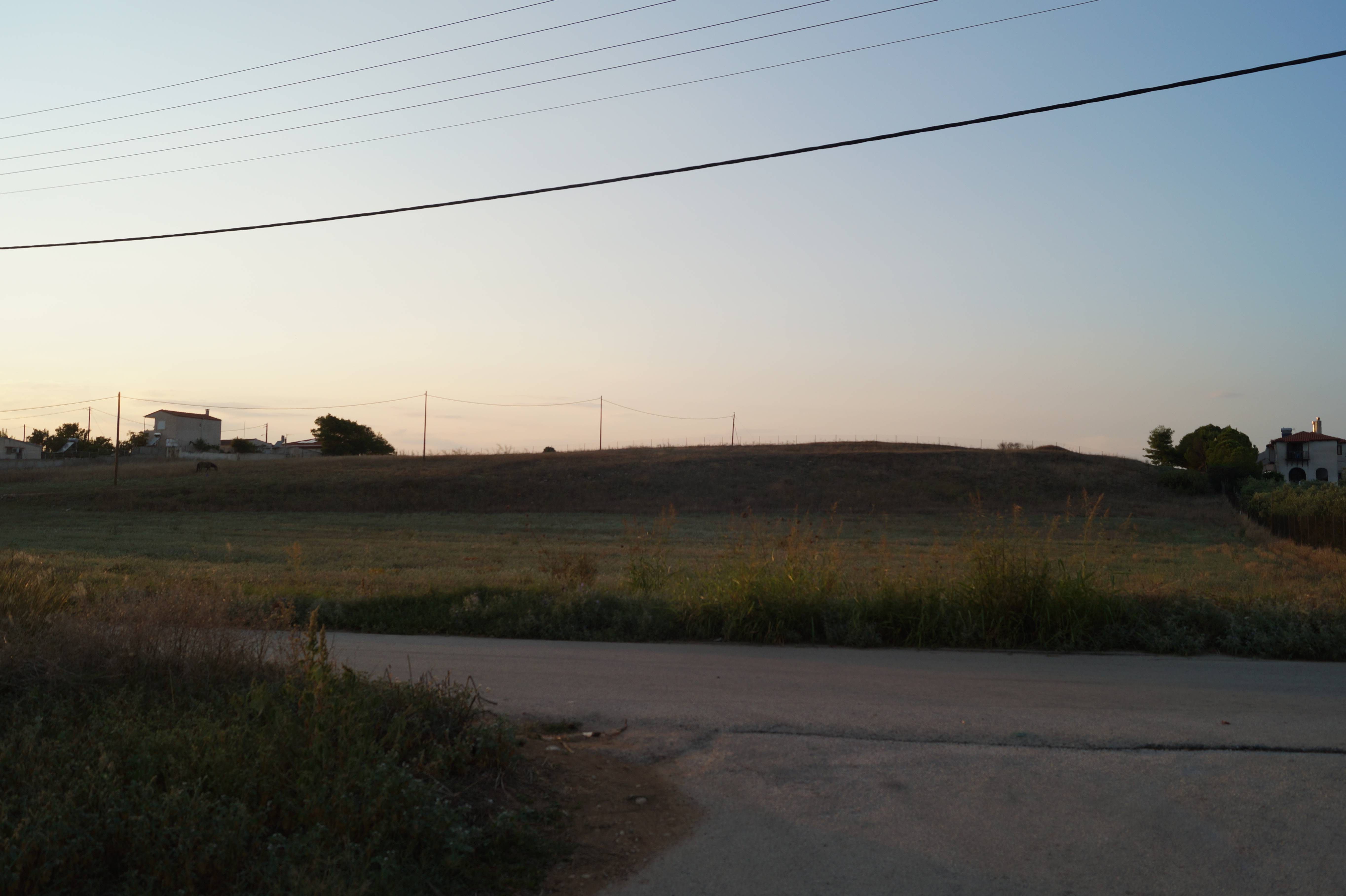
Blick auf Korakou von Süden

Korakou (Κοράκου Raben(hügel)) ist eine archäologische Stätte etwa 1 km westlich der modernen Stadt Korinth. Hierbei handelt es sich wahrscheinlich um den bronzezeitlichen Hafen des vorgeschichtlichen Korinth, das nach der Überlieferung früher Ephyra genannt wurde. Korakou wurde 1915–1916 von Carl Blegen ausgegraben. Es handelte sich um die erste Ausgrabungsstätte bei der alle drei Epochen der Helladische Periode übereinander abgelagert ausgegraben und so die Reihenfolge der Epochen bestimmt werden konnte.

## Lage
Die archäologische Stätte liegt auf einem Hügel etwa 1 km östlich des antiken Hafens von Lechaion. Das Gelände fällt im Norden 35 m steil ab. Unterhalb des Hügels verläuft heute die moderne Straße von Korinth nach Lecheo und die alte Trasse der Schmalspurbahn nach Patras. Es befindet sich außerdem noch ein önologisches Laboratorium dort. Im Süden fällt der Hügel nur flach ab und erhebt sich etwa 15 m über die südliche Ebene.

## Chronologie

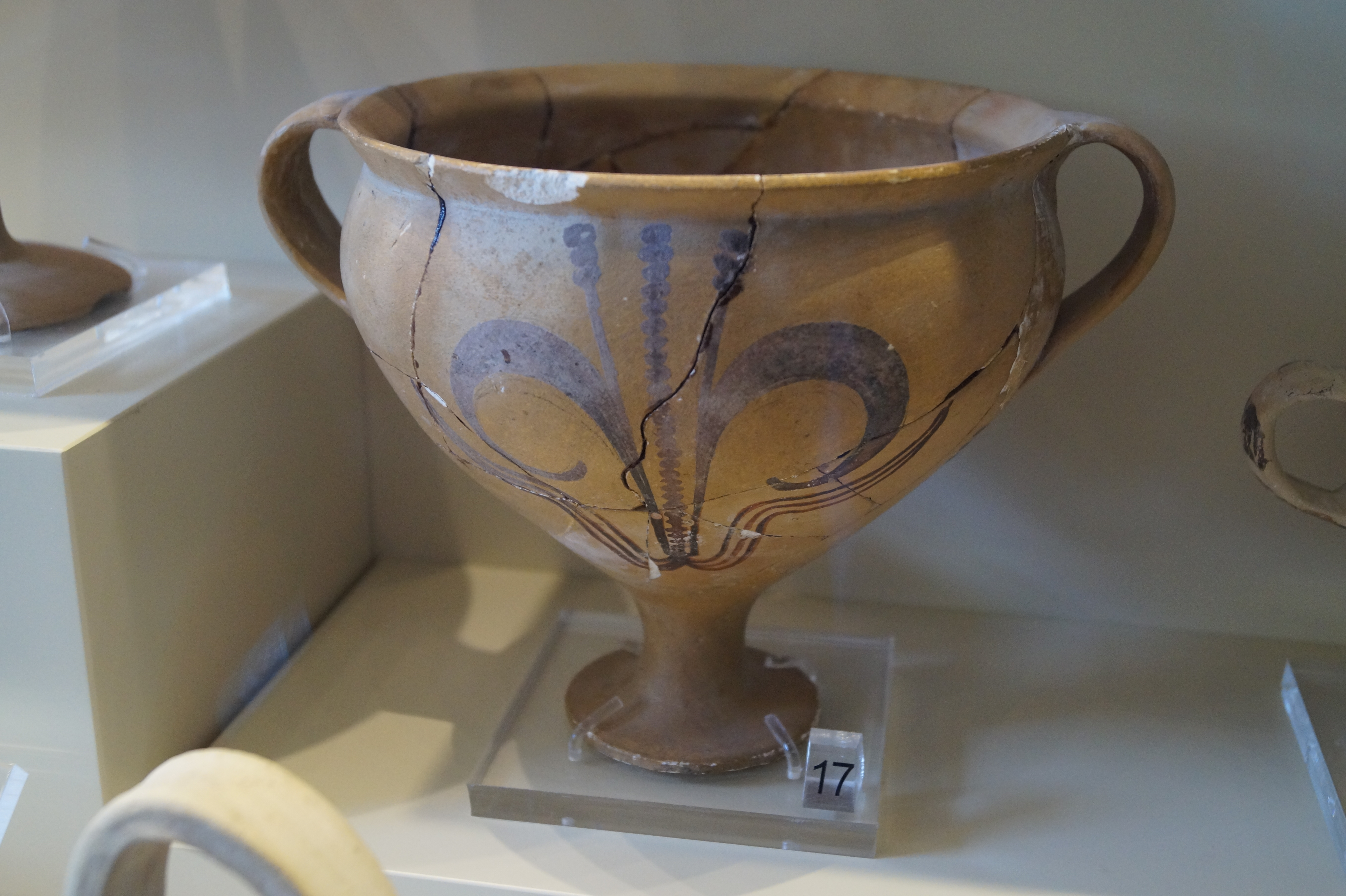
Ephyra-Schale aus Korakou

Blegen fand insgesamt 11 Siedlungsschichten. Die ältesten Funde stammen aus dem Frühhelladikum (FH, 3250–2000 v. Chr.). Diese Zeit wird durch eine etwa 2 m dicke Schicht direkt über dem anstehenden Konglomeratfels repräsentiert. Tonscherben mit Siegelabdrücken, die ein Spiralmuster zeigen, belegen den Kontakt der Einwohner mit der Kykladenkultur. Die unteren sechs Schichten der Epoche waren von den darauffolgenden zwei durch eine Ascheschicht getrennt. Da nach der Brandkatastrophe erstmals die Urfirniskeramik auftaucht, muss diese in der Epoche FH II stattgefunden haben.
Das Mittelhelladikum (2000–1550 v. Chr.) besteht aus drei Hauptschichten von insgesamt 1–1,40 m Dicke. Die charakteristische Keramik besteht hauptsächlich aus grau- und gelbminyscher und lokaler schwarzminyscher Keramik (wird auch als argivisch-minysch bezeichnet) und Gefäßen von den Kykladen und Kreta. Zu MH III erscheint festländische Keramik, die die MM III-Keramik nachahmt. Der Wechsel ins Späthelladikum (SH I–III, 1550–1360 v. Chr.) verläuft übergangslos. Es wird durch eine 0,40–2,10 m dicke Schicht repräsentiert. Während die grauminysche Keramik fast ganz verschwindet, tritt mit der Ephyrischen Keramik ein von der minysche Keramik abgeleiteter Stil mit Elementen der mykenischen Kunst auf. Ein Vertreter dieser Gattung ist die sogenannte Ephyra-Schale.
Anhand dieser Befunde teilte Blegen die Helladische Periode analog zur Minoischen Kultur in die Perioden FH I, FH II, FH III, MH I, MH II, MH III und SH I, SH II, SH III ein.

## Beschreibung

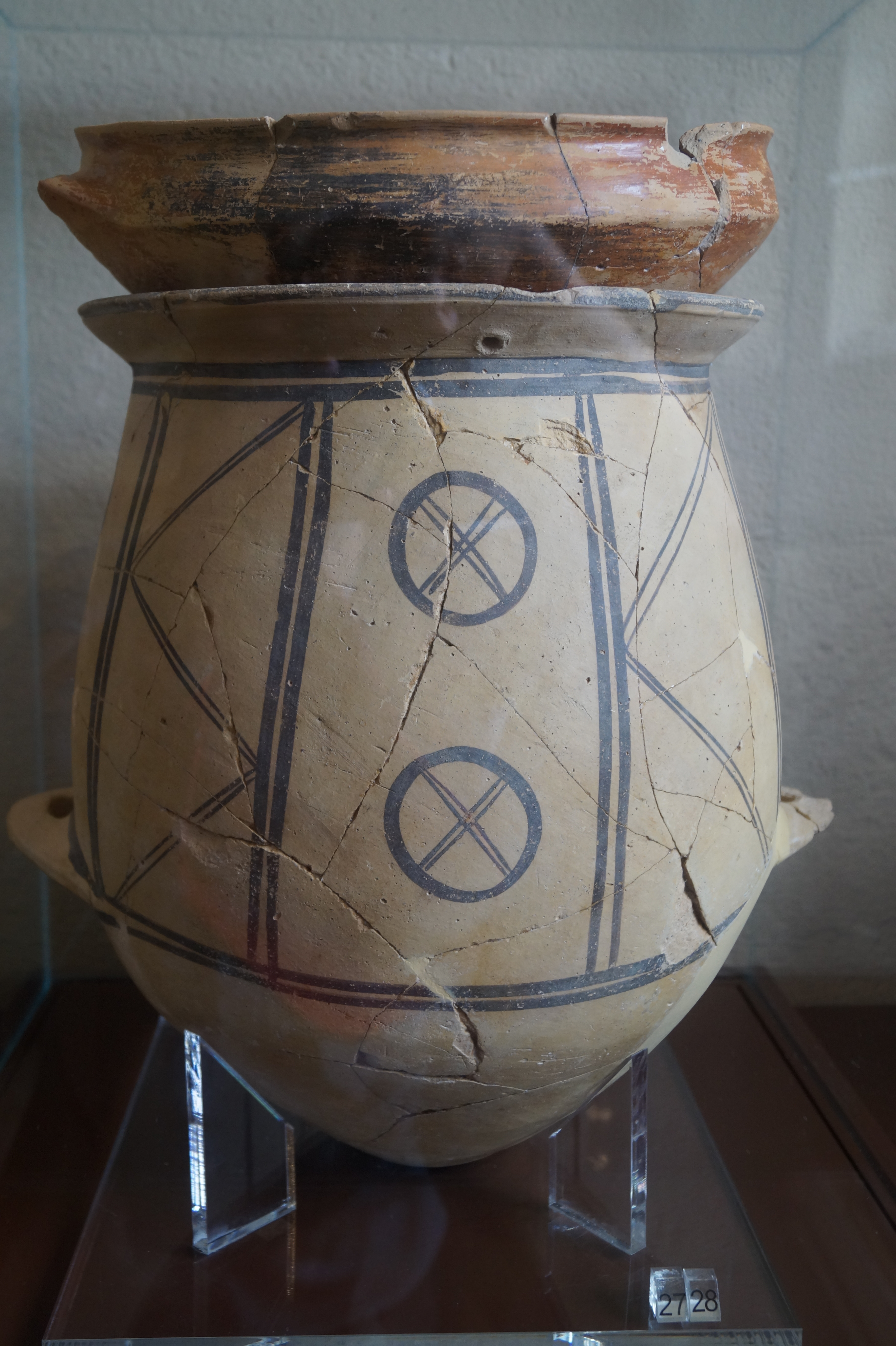
Pithos, der zwei Kinderbegräbnisse enthielt

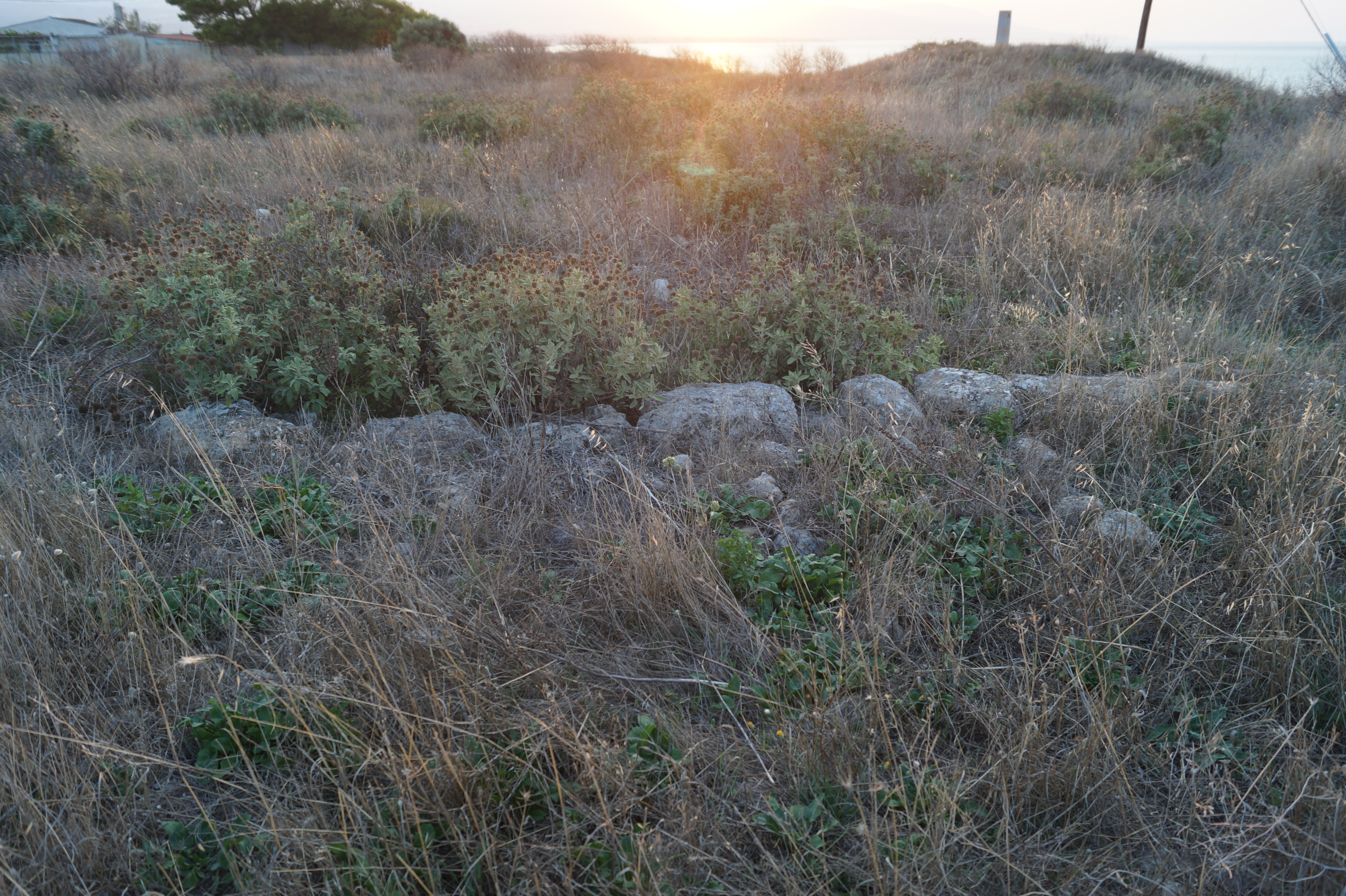
Späthelladische Mauern in Korakou

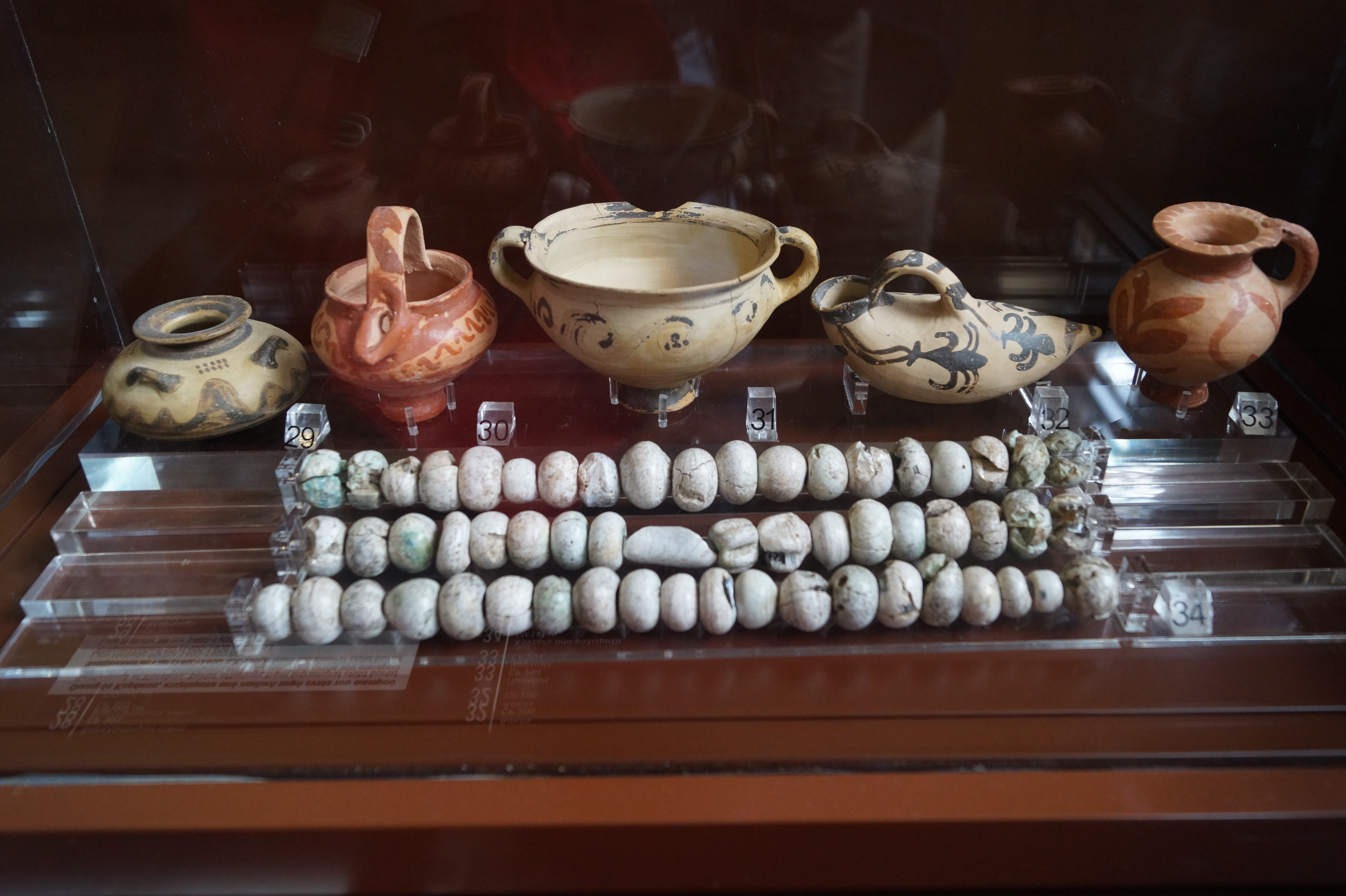
Grabbeigaben aus dem Kindergrab I (SH II B, 1460–1400 v. Chr.)

Der bisher ausgegrabene Bereich hat eine Größe von etwa 80 m in west-östlicher und 40 m in nord-südlicher Ausdehnung.
Aus Frühhelladischer Zeit sind nur wenige Architekturteile bekannt, da bis in diese Tiefe nur einzelne Versuchsschnitte geführt wurden. Bekannt ist, dass die Häuser steinerne Fundamente hatten. Auf diesen wurden die Wände aus ungebrannten Lehmziegeln von 0,19 × 0,19 × 0,10 m errichtet. Auch in den folgenden Epochen wurden die Häuser so gebaut. Außerdem entdeckte man eine künstlich gefasste Vertiefung, einen sogenannten Bothros, aus dieser Zeit. Da der Lehm, mit dem die Vertiefung ausgekleidet war, nicht gebrannt war, vermutete Blegen, dass der Bothros nicht der Darbringung von Brandopfern, sondern der Aufbewahrung von Lebensmitteln diente.
Aus der Mittelhelladischen Zeit sind zwei Häusergrundrisse im östlichen Teil der Ausgrabungsstätte bekannt. Bei Haus F handelt es sich um ein apsidiales Haus. Es hatte einen kleinen Vorraum und einen 6,20 m langen Hauptraum mit Herdstelle. Ein weiterer Raum befand sich in der Apsis. Aus Mangel an Funden konnte die Funktion des letzten Raumes nicht ermittelt werden. Das zweite Haus B ist ein kleiner, rechteckiger Bau. Blegen entdeckte auch zwei Gräber aus der Mittelhelladischen Zeit. Es handelt sich um für die Zeit typische Bestattungen von Kindern unter dem Fußboden der noch bewohnten Häuser. Ein Begräbnis fand sich in 1,10 m Tiefe. In einem Pithos, der mit einer großen Schüssel verschlossen war, waren ein etwa Zweijähriger und ein Säugling beigesetzt. Da die beiden Gefäße aus den aufgefundenen Scherben nicht vollständig rekonstruiert werden konnten, ging Blegen davon aus, dass man aus wirtschaftlichen Gründen beschädigte Tongefäße für die Beisetzung verwendete. Ein weiteres Grab enthielt ein Kind, das in Embryonalstellung beigesetzt war.
Mehrere Häuser aus Späthelladischer Zeit wurden erforscht. Die Grundmauern von Haus M liegen westlich von Haus B. Es hatte ein unregelmäßig geformtes Megaron von etwa 5,50 × 7,75 m. Es hatte einen Fußboden aus gestampftem Lehm, einen Herd und eine Säule, die das Dach trug. Möglicherweise gehörte der nördlich anschließende Raum zu diesem Gebäude. Haus H, nördlich von Haus M, bestand aus Portikus, Megaron von 6,50 × 4,60 m und Rückraum. Blegen konnte zwei Bauphasen dieses Hauses ermitteln. Westlich von Haus M lag Haus L, es hatte einen Portikus mit einer mittleren Säule, einen kleinen Vorraum, ein Megaron mit Herd und zwei Säulen und einen Rückraum. Die Grundmauern des großen Hauses K befinden sich westlich von Haus L. Es wurde mehrfach zerstört, restauriert und umgebaut. Es wurde zu SH I errichtet und bis SH III bewohnt. Westlich von Haus K lag das kleinste bisher entdeckte Haus aus dieser Zeit. Es bestand aus Portikus, Vestibül und Megaron. Im Megaron fand man in einer Ecke eine erhöhte Plattform, die möglicherweise als Bett diente. Nördlich davon lag das große Haus S, in dem man Bronzestücke fand. Da die Bausubstanz stark zerstört ist, konnte kein kompletter Plan des Hauses erstellt werden.
Haus P, im westlichen Teil des Geländes, wurde durch einen Vorraum betreten. Nördlich dahinter lag ein etwa 8 × 8 m großes Megaron. Neben einem Herd gab es hier eine Bätyle und einen Altar. Westlich des Vorraums lag ein schmaler länglicher Raum, in dem es vermutlich eine Treppe gab, die ins Obergeschoss führte. Nördlich des Megarons gab es zwei nebeneinander liegende Räume. Der westliche diente wahrscheinlich als Schlafzimmer und der östliche als Küche. Nördlich von Haus P entdeckte man eine 1,74 m lange und 0,87 m breite Türschwelle und 3,75 m südlich davon einen runden Aschenaltar von 0,95 m Durchmesser. Carl Blegen vermutete, dass es sich bei den Gebäuderesten nahe am nördlichen Abhang möglicherweise um den Palast von Korakou handeln könnte und dass sich dieser noch weiter nach Norden ausdehnte. So soll sich der Hügel zur mykenischen Zeit noch etwa 8–10 m weiter nach Norden fortgesetzt haben. Diese heute fehlende Landmasse wurde durch Erosion abgetragen.
Im äußersten Westen des Grabungsgeländes entdeckte man ein etwa 10 m langes Stück der Befestigungsmauer. Es bestand aus kleinen Steinen und war etwa 2 m dick und 1,70 m hoch. Ein Turm von 10 × 9,55 m war in die Mauer integriert.
Nördlich des nordöstlichen Raumes von Haus P entdeckte man drei Kindergräber aus der späthelladischen Zeit. Es waren einfache Gruben, in denen die Verstorbenen abgelegt wurden. Während Grab I reiche Beigaben wie eine Perlenkette aus Glaspaste und zahlreiche Keramikgefäße hatte, fand man in Grab II nur zwei Gefäße und in Grab III gar keine Beigaben.

## Der Löwe von Korakou

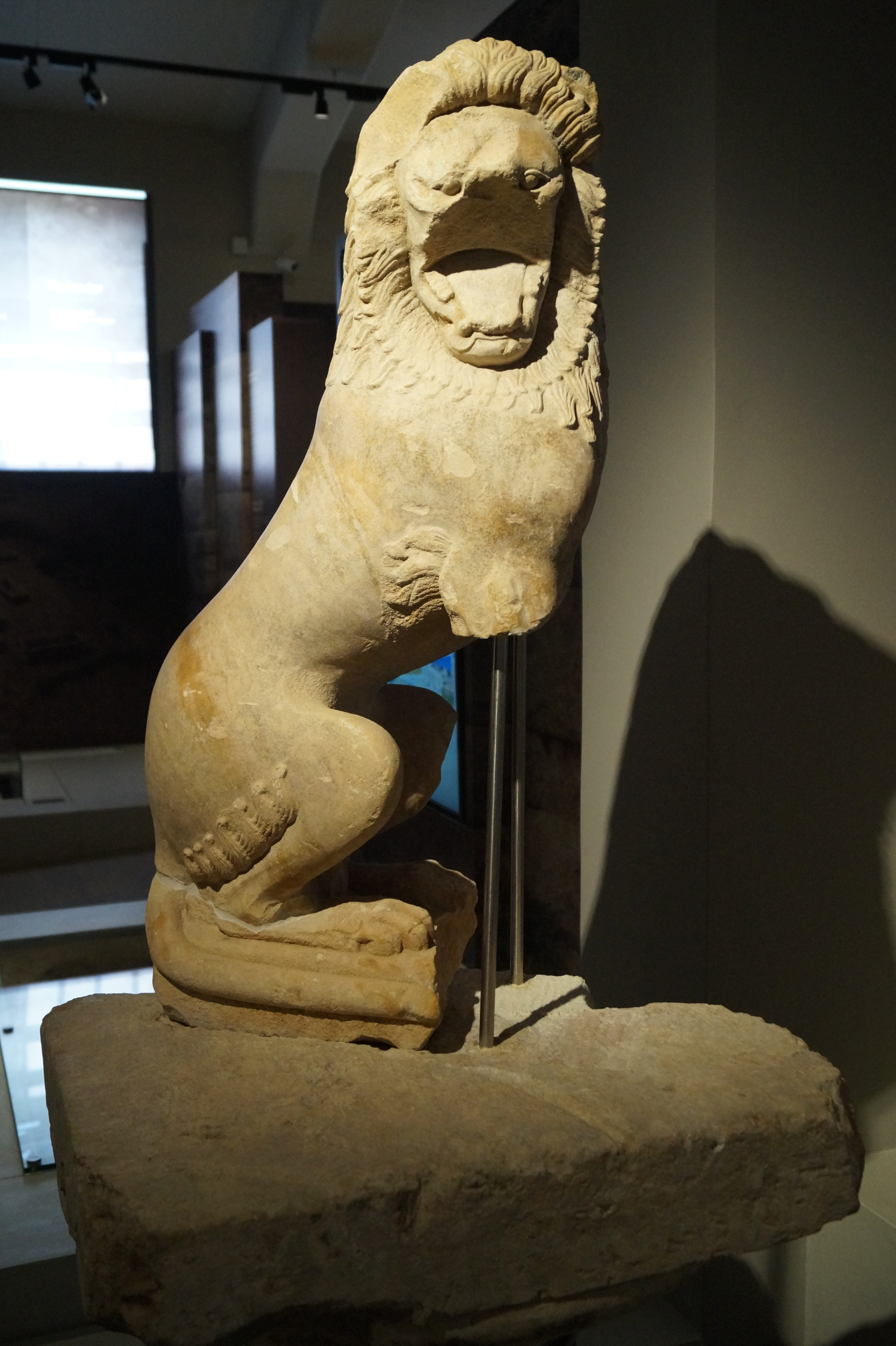
Löwe von Korakou

In der Nähe der bronzezeitlichen Siedlung fand man 1995 eine Säule mit Kapitell eines Grabdenkmals. Grabräuber kamen den Archäologen zuvor und bargen die Löwenskulptur, die ursprünglich darauf errichtet war. Im Jahr 2001 konnte die Polizei schließlich diese Skulptur sicherstellen und dem Archäologischen Museum von Korinth übergeben. Das Grabmonument stammt von 550–540 v. Chr., war ursprünglich 3,50 m hoch und mit schwarzer und roter Farbe bemalt. Wem das Grabdenkmal gewidmet war, ist unbekannt. Im Zusammenhang mit diesem Monument wird oft die Angabe des Pausanias zu dem Grab der Hetäre Lais (4. Jahrhundert v. Chr.) angeführt. Er berichtete, dass ihr Grab vor der Stadtmauer lag und dass sich eine Skulptur eines weiblichen Löwen, der einen Widder reißt, darauf befand.